# Samba-sincopado
La samba-sincopado (litt. samba syncopée) est un sous-genre de samba qui met l'accent sur la syncope du genre musical. On l'appelle parfois aussi samba do telecoteco.

## Étymologie
Le terme syncope vient du grec syncopé, qui signifie « suppression », « coupure ». En médecine, la syncope indique un arrêt momentané ou une diminution du rythme cardiaque, accompagné d'une suspension de la respiration et d'une perte de conscience temporaire. En grammaire, la syncope signifie la suppression des phonèmes dans le mot, comme mor au lieu de majeur. Tant en médecine qu'en grammaire, le terme syncope suggère une modification ou une altération du rythme du corps ou de la langue.
En musique, une syncope indique des déviations dans le schéma rythmique dans lequel le son - articulé dans la partie faible du tempo ou de la mesure - continue dans la partie forte du temps suivant. Il indique l'écriture d'un temps faible d'une mesure, prolongé par un autre temps de durée supérieure ou égale. La samba urbaine moderne, apparue à Rio de Janeiro dans les années 1910, était étroitement liée au maxixe. À la fin des années 1920, la samba subit d'importantes transformations rythmiques, qui changent la manière de jouer, de chanter et de danser par rapport à la première génération de joueurs de samba - comme Sinhô, Donga et João da Baiana,,. Supprimant l'ancienne samba amaxixado, cette nouvelle forme de samba avait une cadence plus syncopée et était davantage soutenue par des percussions. La samba elle-même est devenue syncopée, mais dans la samba-sincopée, la syncope (le déplacement) a été poussée jusqu'à ses conséquences ultimes.

## Style
La samba-sincopado est un type de samba étroitement lié à la samba-choro, car les deux mettent l'accent sur la virtuosité musicale, avec des mélodies élaborées et des rythmes brisés. On parle par exemple de samba syncopée, au phrasé sinueux, riche en notes et nettement chambré, avec des divisions rythmiques en zigzag.
En termes de thèmes et d'inflexion linguistique, elle est généralement proche de la samba de breque, qui résulte de l'exacerbation du ginga et de l'humour, dont les paroles ont un caractère humoristique et des arrêts brusques, dans lesquels le chanteur introduit des commentaires parlés, en rapport avec le thème chanté. La samba de gafieira est aussi un exemple de samba syncopée, un sous-genre musical plus axé sur la danse.
Le compositeur Geraldo Pereira était un grand représentant de la samba syncopée,. Nei Lopes dit que les compositions de Geraldo Pereira sont syncopées : Bolinha de Papel, Escurinha, Escurinho, Falsa Baiana.
Il a une grande diffusion commerciale, mais il est aussi étroitement associé à la roda de samba (et même à la roda de choro, exclusivement instrumentale). La samba syncopée aura ensuite une grande influence sur les musiciens de bossa nova.